# Kanton Valenton
Kanton Valenton (fr. Canton de Valenton) je francouzský kanton v departementu Val-de-Marne v regionu Île-de-France. Tvoří ho dvě obce.

## Obce kantonu
- Valenton
- Villeneuve-Saint-Georges (část)